# Richard Pfeiffer (Maler)

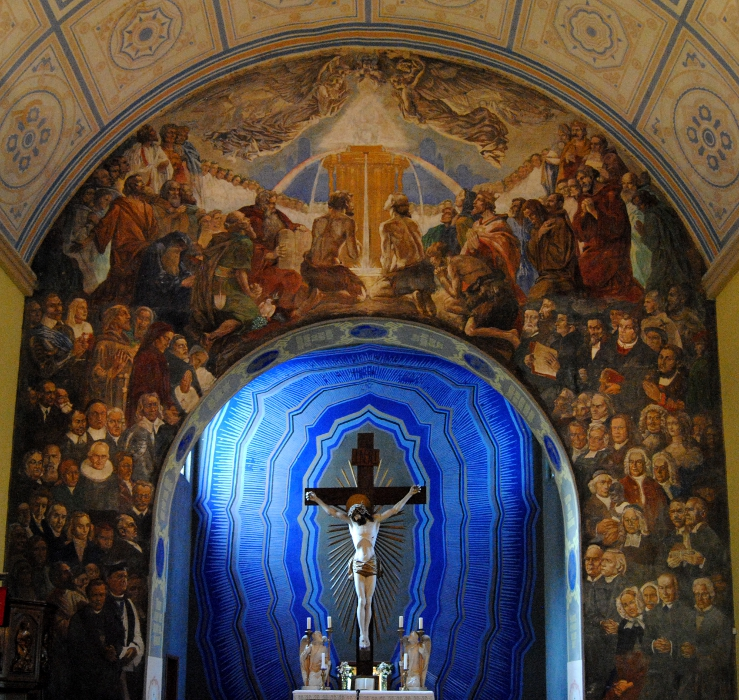
Fresco der Evangelisch-lutherischen Kirche Šilutė, Litauen

Richard Pfeiffer (* 26. August 1878 in Breslau; † 21. April 1962 in Berlin) war ein deutscher Maler und Hochschullehrer.

## Leben
Nach seinem Studium an der Kunst- und Gewerbeschule Breslau (bei Eduard Kaempffer) und der Kunstakademie München arbeitete er in München für die Zeitschriften Jugend und Simplicissimus. Nach einem dreijährigen Aufenthalt in Italien war er ab 1905 wieder in München. 1910 wurde er als Professor an die Kunstakademie Königsberg berufen. Er schuf die Wandmalereien in der Aula des Elbinger Realgymnasiums, in der Evangelisch-lutherischen Kirche Šilutė in Litauen, im Krematorium von Tilsit und in der Neuroßgärter Kirche. 1932 wurde er pensioniert und zog nach Berlin, wo er als freischaffender Künstler wirkte.
In der Zeit des Nationalsozialismus war Pfeiffer obligatorisch Mitglied der Reichskammer der bildenden Künste. Es ist jedoch lediglich 1934 seine Teilnahme an der Ausstellung des Kampfbunds für deutsche Kultur Deutsche Kunst in Schlesien von 1850 bis zur Gegenwart belegt.
Verheiratet war Richard Pfeiffer mit der Malerin und Illustratorin Gertrud Pfeiffer-Kohrt (1875–1939), das Paar hatte die beiden Kinder Hans Ludwig Pfeiffer (1903–1999) und Riccarda Gregor-Grieshaber (1907–1985), die beide ebenfalls künstlerisch tätig wurden.